# Национални парк Аланија
Национални парк Аланија (рус. Национальный парк «Ала́ния») је планински део северне падине централног дела Кавкаских планина и један од националних паркова Русије. Покрива трећину јужног дела Ирафског рејона у конститутивном субјекту Руске Федерације Северна Осетија — Аланија. Парк је створен тако да има двоструку намену да служи као еколошко уточиште, јер има веома висок ниво биодиверзитета и угрожених врста као што је западнокавкаски тур, а служи и као област високог културног наслеђа и потенцијал за рекреативни туризам. 
Парк садржи широко распрострањене археолошке рушевине из неколико значајних прошлих цивилизација, укључујући и оних из бронзаног доба и наслеђе из доба племена Алани, по којима је овај национални парк добио име. Пошто надморска висина у парку може да се креће скоро до 4.000 метара вертикално на веома кратким растојањима, падине и долине се налазе на великим висинама. Овде климатске зоне варирају од алпских глечера и врхова у високим, јужним одељцима, до степских травњака у северним прелазима.

## Топографија
Парк се налази на централној тачки Кавказа и представља континентални раздор између Азије и Европе. Национални парк Аланија удаљен је приближно исто од Црног мора и Каспијског мора на истоку. Јужна граница парка, на врху планинског подручја пролази дуж границе са Грузијом. Са западне стране парка налази се Кабардино-Балкарија, конститутивни субјект Руске Федерације. Надморска висина се креће од висине од 800 метара до 4.646 метара. На висинама средњег нивоа, око 20% парка је пошумљено. На најнижем нивоу, и у долинама на северу, налазе се травњаци и расуте шуме. Парк има више од 70 потока и неколико река које се углавном снабдевају водом са глечера и преко снега. На простору парка 45 језера покривају површину од 11 хектара, док 5 алпских мочвара покрива укупну површину од 103 хектара. У горњим долинама, водопадима и шумским гладинама налазе се минерални извори.

## Клима и биорегион
На простору парк преовлађује умереноконтинентална клима, а одликују га дуге зиме и кратка хладна лета. 
- Просечна температура у јануару : −5 °C
- Просечна температура у јуну : +24 °C
- Просечан број падавина : 400–700 милиметара на равницама и преко 1000 на планинама[8]

Национални парк Аланију је Светска федерација за дивље животиње описала као једну од биолошких најбогатијих делова и културно разноврсним регионом на Земљи. Подручје се налази на биолошким прелазима, врсте из Европе, Азије, Блиског истока и северне Африке се састају на Кавказу.

## Биљни и животињски свет
На вишим надморским висинама изнад 1.800 метара преовлађује алпска и субалпска клима. На висинама средњег нивоа, око 20% паркова је скроз покривеном шумом, углавном боровом. На најнижем нивоу и у долинама на северу налазе се травњаци и обичне биљне заједнице. У парку је идентификовано преко 1.000 врста биљака, од којих је 200 ендемско за Кавказ.
Национални парк Аланија означен је као важна област птичије и биолошке разноликости од стране светске организације за проучавање птица BirdLife International. У парку се налази велики број угрожених врста као што су орао брадан, кавкаски тетреб и многе друге. Парк настањује 116 врста птица и 34 врсте дивљачи као што су вук, шакал, лисица, дивокоза, западнокавкаски тур и многе друге. Једина риба пронађена у потоцима парка је поточна пастрмка. Од пет познатих гмизаваца у парку, значајан становник је змија шарган. У парку је такође доста распотрављена отровна гљива лудара.

## Историја
Подручје Аланије насељено је хиљадама година. Због тога што има плодну земљу и налази се на важној трговинској путањи кроз Кавказ, била је био дом за многе друге групе народа који су напустиле своје домове у потрази за бољим животом. Кобанска култура бронзаног доба насељавала је подручје од око 1100. п. н. е. до 400. године пре нове ере, када се верује да су их уништили Скити. Људи Кобана успоставили су радионице и користили минералне ресурсе планинског подручја. Кобан је такође развио пољопривреду.
У раним годинама првог миленијума подручје су успоставили људи из племена Алани, који су били ратно, номадско племе и говорили су ирански језик. Племе је било номадско широм Европе пре него што су се коначно населили на северном Кавказу око 700. године. Изградили су моћно краљевство на подручју Аланије. Када су их монголски војници поразили око 1300. године, они су се повукли у брда, остали су релативно изоловани чак 500 година касније. Ова група племена Алани били су средњовековни предаци садашњег народа Осети.
Планинско подручје Ирафског округа доживело је дугорочни пад броја становника и ван миграције, током протеклих 200 година. Што се тиче самог парка, овој административној јединици претходила је заштићена шумарска резерва основана 1958. године. У наредним годинама и кроз стварање статуса пуног националног парка 1998. године, створена је и скупштина повезаних заштитних зона. Данас је парк заштићен од стране Департмента за шумарство и заштиту.

## Галерија
- западнокавкаски тур
- орао брадан

## Спољашне везе
- Мапа Националног парка Аланија